# Stepinčevo
Stepinčevo je katolički spomendan koji se slavi 10. veljače, na dan smrti blaženog Alojzija Stepinca (1898. – 1960.). Ovaj spomendan posebno se obilježava u Zagrebačkoj nadbiskupiji, te u drugim dijelovima Hrvatske i među Hrvatima izvan Hrvatske kao znak sjećanja na blaženog kardinala.
Proslava Stepinčeva slavi se u godinama nakon što je papa Ivan Pavao II. proglasio kardinala Stepinca blaženim 3. listopada 1998. godine u hrvatskom nacionalnom marijanskom svetištu Mariji Bistrici. Od tada se ovaj spomendan redovito obilježava svečanim misnim slavljima i drugim prigodnim događanjima.
Središnje slavlje Stepinčeva tradicionalno se održava u zagrebačkoj katedrali, gdje se čuvaju posmrtni ostaci blaženika u sarkofagu iza glavnog oltara. Svečano euharistijsko slavlje predvodi zagrebački nadbiskup uz koncelebraciju brojnih biskupa i svećenika. Vjernici tijekom dana posjećuju katedralu kako bi se pomolili na grobu bl. Alojzija Stepinca.
Osim u Zagrebu, Stepinčevo se slavi u mnogim hrvatskim župama, a posebno svečano:
- u Krašiću, mjestu Stepinčeva zatočeništva i smrti[3]
- u Lepoglavi, gdje je bio zatočen
- u njegovom rodnom mjestu Brezariću
- na Hrvatskom katoličkom sveučilištu u Zagrebu, jer je Stepinac zaštitnik ovog sveučilišta[4]
- u župama koje nose njegovo ime

Uz službena liturgijska slavlja, Stepinčevo je obilježeno i različitim oblicima pučke pobožnosti poput hodočašća na grob bl. Alojzija Stepinca, molitve devetnice prije spomendana, procesijama i prigodnim programom.